# Aporodesmus moderatus
Aporodesmus moderatus är en mångfotingart som beskrevs av Chamberlin 1927. Aporodesmus moderatus ingår i släktet Aporodesmus och familjen Cryptodesmidae. Inga underarter finns listade i Catalogue of Life.